# Apariții ale Fecioarei Maria

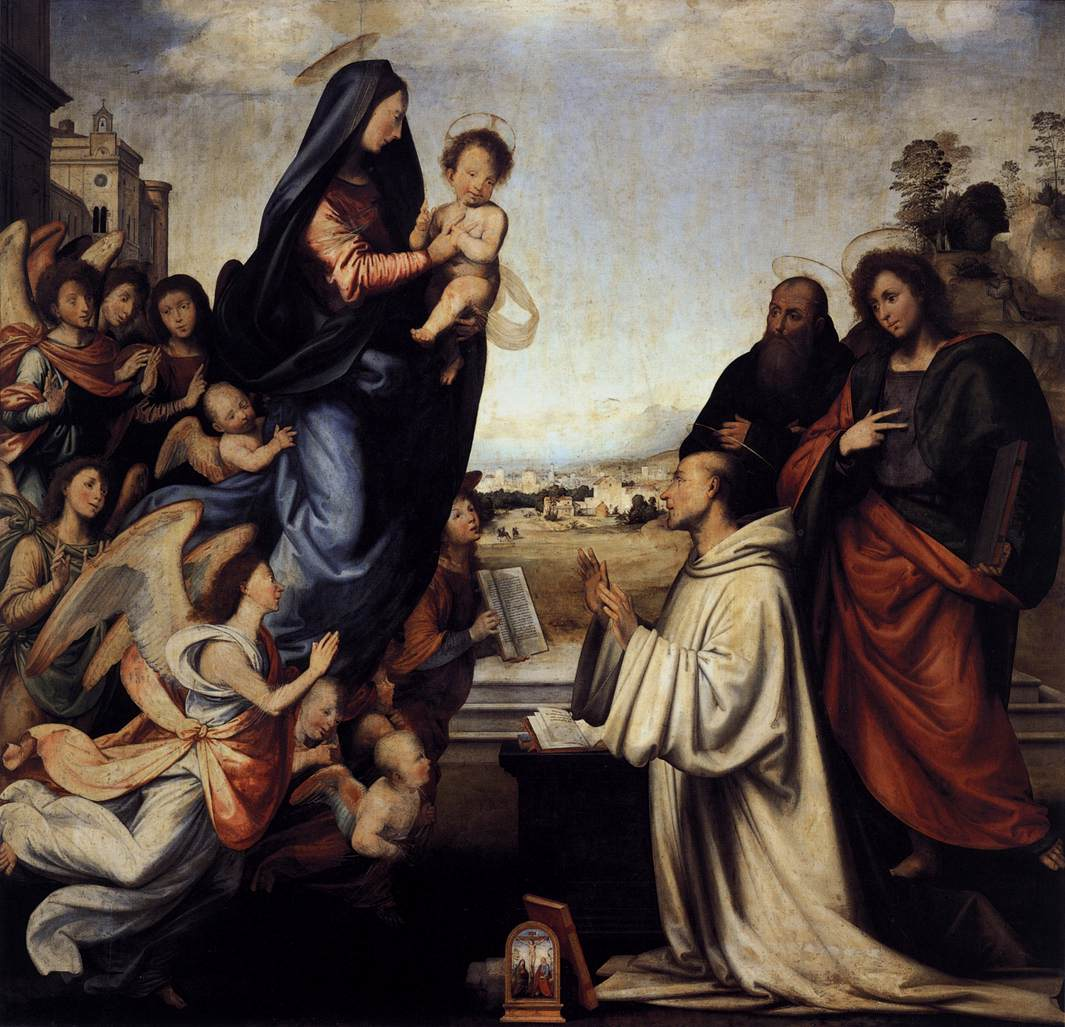
Apariţia Fecioarei sfântului Bernard, pictură de Fra Bartolomeo(1504-1507)

O apariție a Fecioarei Maria, sau apariție marianică, este un fenomen  în  care unele persoane cred că  Fecioara Maria apare în mod supranatural unei persoane sau mai multora. Aceste apariții sunt adesea numite după orașul sau locul unde au fost raportate, după numele care a fost dăruit Mariei cu ocazia apariției, sau după modul cum Maria era descrisă. Astfel de locuri au devenit locuri de pelerinaj, unele foarte cunoscute (așa cum sunt Medjugorie, Fatima, Lourdes), sau surse de inspirație pentru fondarea unor ordine religioase (precum ordinele Carmelitan, Dominican). Totuși majoritatea acestor fenomene nu au avut o finalitate instituțională, ele reprezentând mai degrabă o reînnoire a credinței și un impuls spiritual. Biserica catolică recunoște oficial o parte din aceste apariții. 
Denumirea religioasă a acestui fenomen este teofanie.

## Istoric
Prima apariție consemnată  datează din anul 352 când, conform legendei, Fecioara a apărut simultan într-un vis și unui nobil roman și papei Liberio cerându-le să construiască o biserică într-un anumit loc, același unde, conform tradiției, un secol mai târziu va fi construită Bazilica Sfânta Marie Mare din Roma. Chiar și astăzi se organzează festivități  pentru a comemora acest moment pe 5 august, ziua când este sarbatorită Madonna Zăpezii. (în vis Fecioara le cere celor doi să contruiască biserica pe locul unde va ninge în acea noapte de august)
Uneori s-au raportat apariții repetate  ale Fecioarei Maria în același loc de-a lungul unei perioade de timp mai lungi. În marea majoritate a aparițiilor marianice numai câteva persoane au fost martori direcți ai apariției.  Excepție fac  Zeitoun, și Assiut unde mii de oameni pretind că au văzut-o pe Fecioară de-a lungul timpului.
Fenomenul este destul de des intâlnit în istoria creștinismului începând cu secolul al IV-lea și a cunoscut o amplificare în cursul secolelor al XIX-lea  și XX. 
Există astfel de apariții semnalate și în România, cele mai cunoscute fiind atribuite Sfântului Nicodim de la Tismana,  lui Arsenie Boca sau înființării localității și mânăstirii Nămăești, Argeş.

## Critici
Unii protestanți și unii necreștini privesc aparițiile Mariei ca fiind halucinații, iar ocazional drept farse deliberate, scornite pentru a atrage atenția. Multe astfel de apariții sunt raportate în zone defavorizate economic, iar urmarea lor este că atrag mulți pelerini care aduc cu ei comerț și bani în regiunile respective. De exemplu, unele surse se îndoiesc de existența reală al Sfântului Juan Diego.